# Ion Țîbuleac
Ion Țîbuleac (uneori numit „Ion Țâbuleac” în presa din România; n. 1987 Bolohan, raionul Orhei – d. 7 aprilie 2009, municipiul Chișinău) a fost una din victimele revoltei anticomuniste ce a avut loc în Chișinău în zilele de 6 și 7 aprilie 2009.
Corpul său neînsuflețit a fost aruncat dintr-o mașină aparținând Ministerului Afacerilor Interne al Republicii Moldova în curtea spitalului de urgență din Chișinău.